# Ścibor z Bogusławic
 Ścibor z Bogusławic  herbu Ostoja (zm. po 1480 r.) – dziedzic dóbr ziemskich w Bogusławicach. 

## Życiorys
Ścibor z Bogusławic herbu Ostoja był prawdopodobnie synem Macieja. Posiadał dział dziedziczny w Bogusławicach (położonych obecnie w województwie śląskim, w powiecie częstochowskim). Zapewne to od jego imienia rodzina Ścibor-Bogusławskich przybrała swój przydomek. W roku 1445, w Radomsku, zanegował szlachectwo Stanisława z Brzeźnicy i Jajek herbu Ostoja. W dniu 18 września 1480 roku występował jako świadek w dokumencie poświadczającym, że Jan z Dąbrowy spłacił Stanisława Chrzanowskiego z tytułu jego praw do części Dąbrowy. Ścibor z Bogusławic miał syna Macieja, który w roku 1492 asystował swej siostrze rodzonej Katarzynie, żonie Mikołaja ze Sromutki, kiedy odbierała 60 grzywien posagu od szwagra Andrzeja ze Sromutki w zamian za ustąpienie z dóbr w Sromutce i Grębocinach. Prawdopodobnie drugim synem Ścibora z Bogusławic był Jan zw. Ściborkiem, który w roku 1503 procesował się z plebanem z Borowna Stanisławem Łowieńskim (od 1507 roku dziekanem kolegiaty wieluńskiej) o dziesięcinę pobieraną z pól kmiecych i folwarcznych dla kościoła parafialnego w Borownie. 